# Troje IV-V

Plattegrond van Troje met de belangrijkste gevonden bebouwing

Troje IV en Troje V zijn de archeologische bouwlagen van de stad Troje die dateren van ca. 2200 v.Chr. toen de stad opnieuw bewoond werd tot ca. 1750 v.Chr.
Rond 2200 v.Chr. kwam een nieuwe groep mensen, afkomstig uit Centraal-Anatolië, naar het enige tijd tevoren verlaten Troje. Dit lijkt een minder welvarende tijd voor Troje te zijn geweest, met een aantal grote branden en een teruggang van de veeteelt.
Rond 1900 v.Chr. werden de tijden weer beter: de huizen werden groter en mooier, rundvlees nam de plaats in van wild en varkensvlees als de belangrijkste vleesbron, er kwam meer brons en het keramiek was beter afgewerkt. In de tweede helft van de 18e eeuw v.Chr. verviel Troje weer, en werd verlaten; de oorzaak hiervan is onbekend.
| Geschiedenis van Troje | Geschiedenis van Troje | Geschiedenis van Troje |
| ---------------------- | ---------------------- | ---------------------- |
| Troje I-III            | Troje IV-V             | Troje VI-VII           |